# Herb gminy Tuchomie

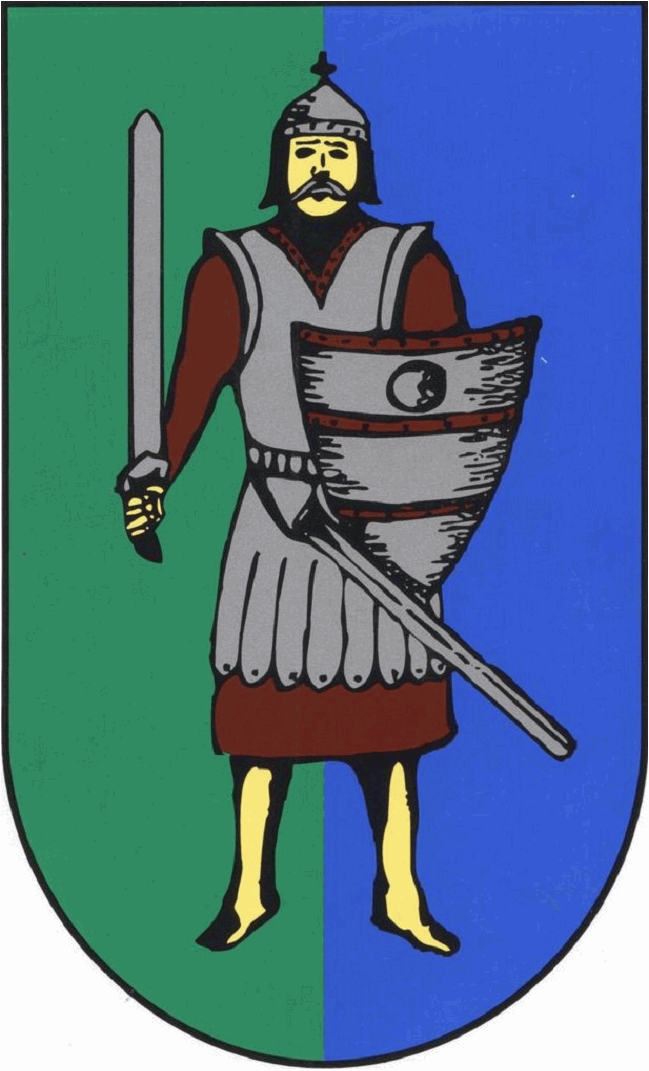
Herb gminy Tuchomie w latach 1994–2016

Herb gminy Tuchomie – symbol gminy Tuchomie, ustanowiony 11 marca 2016.

## Wygląd i symbolika
Herb przedstawia na tarczy w polu czerwonym półpostać rycerza srebrnego z mieczem srebrnym w prawej ręce i tarczą w lewej ręce, na tarczy z okuciem srebrnym w polu czerwonym rybogryf srebrny.
W latach 1994–2016 gmina posługiwała się herbem o odmiennym rysunku ustanowionym 27 maja 1994 r.